# Gianluca Gori
Gianluca Gori, noto anche con lo pseudonimo di Drusilla Foer, suo alter ego (Firenze, 9 settembre 1967), è un attore, regista teatrale e conduttore televisivo italiano.

## Biografia
Nato a Firenze, ultimogenito di tre fratelli, si diploma come pittore all'Istituto statale d'arte di Firenze nel 1986. Compare nel film Magnifica presenza, di Ferzan Özpetek, nel ruolo di Ennio e poi nel film e musical Riccardo va all'inferno, di Roberta Torre, nel piccolo ruolo de Il Dottore. Ha quindi inventato il personaggio femminile en travesti di Drusilla Foer, con il quale ha raggiunto la celebrità.

## Il personaggio di Drusilla Foer
Drusilla Foer viene lanciata su YouTube nel 2011 con l'eclettica intervista in Venti minuti di lei (regia di Luca Masci), per poi approdare in televisione nel 2012 a The Show Must Go Off, condotto da Serena Dandini, e nella sua prima apparizione cinematografica, Magnifica presenza (regia di Ferzan Özpetek), dello stesso anno. Successivamente continua a portare avanti l'alter ego sul web e in spettacoli teatrali, raggiungendo poi la notorietà a livello nazionale. Il personaggio di Drusilla torna a comparire sui grandi schermi nella serie tv L'ultima de' Medici, su Sky Arte, del 2020, nei panni di una marchesa francese, e poi nel film Sempre più bello (regia di Claudio Norza), del 2021, nei panni della nonna della protagonista.
Partecipa in seguito a programmi TV quali  StraFactor (2017), CR4 - La Repubblica delle Donne (2018) e Ciao maschio (2021). Come Drusilla Foer ha tenuto una conferenza TED nel 2019 sulla rinascita ed è stato co-conduttore assieme ad Amadeus, della terza serata del 72º Festival di Sanremo. Viene poi chiamata a presentare i David di Donatello 2022 e a condurre Drusilla e l'almanacco del giorno dopo, rivisitazione della storica trasmissione Almanacco del giorno dopo di Paola Perissi.
Secondo la sua biografia, del tutto di fantasia, Drusilla Foer è una nobildonna progressista, icona gay e di stile, nata in un'epoca imprecisata in una famiglia benestante di Siena e cresciuta a Cuba, dove il padre, diplomatico, si era trasferito con la famiglia; da adulta ha vissuto in numerose città, fra cui New York, dove ha aperto e gestito il Second Hand Dru, un negozio di abiti usati, divenuto punto di ritrovo per artisti e intellettuali. In America diventa famosa calcando le scene dei maggiori teatri e sposa un ex pugile texano, da cui poi divorzia; quindi si trasferisce a Bruxelles e sposa in seconde nozze il fantomatico industriale belga Hervé Foer. Rimasta vedova, sceglie di continuare a farsi chiamare con il cognome del marito (il suo cognome da nubile è Gori) e si stabilisce di nuovo in Italia, a Firenze, dove vive insieme alla governante Ornella.
Nel giugno del 2023 esce il suo duetto con Asia Argento Io ne voglio ancora.

## Filmografia

### Cinema

#### Come Gianluca Gori
- Magnifica presenza, regia di Ferzan Özpetek (2012)
- Riccardo va all'inferno, regia di Roberta Torre (2017)
- Il cacio con le pere, regia di Luca Calvani (2023)

#### Come Drusilla Foer
- Sempre più bello, regia di Claudio Norza (2021)
- Cattiva coscienza, regia di Davide Minnella (2023)

### Televisione
- L'ultima de' Medici - serie TV (2020)
- Tutto chiede salvezza - serie TV (2024)

### Video musicali
- The Windmills Of Your Mind (2014), con Stefano Parri
- Alia - Goldie Hawn (2015), regia di Stefano Poggioni
- I Will Survive (2017), regia di Arturo Bandinelli
- Che cosa? (Omaggio a Mina, le Gemelle Kessler e Raffaella Carrà) (2020), con le Blue Dolls

## Televisione
- The Show Must Go Off (LA7, 2012)
- StraFactor (Sky Uno, 2017) Giudice
- Matrix Chiambretti (Canale 5, 2018) Opinionista
- CR4 - La Repubblica delle Donne (Rete 4, 2018-2020) Opinionista
- Ciao maschio (Rai 1, 2021)
- Festival di Sanremo (Rai 1, 2022)[13]
- David di Donatello (Rai 1, 2022)
- Drusilla e l'almanacco del giorno dopo (Rai 2, 2022-2023)
- Con un battito di ciglia (Rai 3, 2024)
- CIAO 2025 - Rassegna Lucio Dalla (Rai 1, 2025)

## Teatro
- Eleganzissima (2017-2019, 2021-2023)[14]
- Venere nemica, regia di Dimitri Milopulos (2020-2024)
- Historie du soldat (2021-2022-2023) Teatro olimpico di Vicenza, regia di Giancarlo Marinelli
- Frida (2025) Teatro Brancaccio di Roma, musiche di Vincenzo Incenzo

## Web
- Venti minuti di lei, regia di Luca Masci (YouTube, 2011)

## Discografia

### Solista
Album
- 2023 - Dru

Singoli
- 2023 - Io ne voglio ancora (con Asia Argento)
- 2023 - Tanatosi

#### Collaborazioni
- 2018: Nico Gori Swing 10Tet feat. Drusilla Foer - All of Me (dall'album Swingin' Hips, Saifam Group 2018)[15]

## Libri
- Tu non conosci la vergogna. La mia vita eleganzissima, Milano, Mondadori, 2021. ISBN 978-88-04-73829-9